# Will Grigg
William Donald "Will" Grigg (Solihull, 3 de juliol de 1991) és un jugador de futbol nord-irlandès d'origen anglès, que actualment juga com a davanter al Wigan Athletic. A nivell internacional, representa la selecció d'Irlanda del Nord. Grigg va iniciar la seva carrera esportiva al Walsall, destacant per primera vegada la temporada 2012-13, moment en què vou nomenat com el Millor Jugador de la Temporada per part dels aficionats i dels jugadors.

## "Will Grigg's on Fire"
El maig de 2016 Sean Kennedy, aficionat del Wigan Athletic, va penjar un vídeo a YouTube titulat 'Will Grigg's on fire', on s'interpretava una cançó enaltint la ratxa golejadora que Grigg havia encadenat, amb la tornada 'Will Grigg's on fire, your defence is terrified' (Will Grigg està en ratxa, la teva defensa està terroritzada), amb la melodia de la cançó "Freed from Desire", de la cantant italiana Gala. Des de la seva aparició, la cançó va esdevenir un càntic futbolístic molt popular, així com una sensació nacional. Kennedy va rebre un abonament gratuït per una temporada per part del propietari del Wigan, David Sharpe, de cara a la temporada 2016-17, gràcies a l'èxit de la cançó.
El 31 de maig de 2016, el duet electrònic Blonde va publicar una versió de la cançó, que va entrar a les llistes i al top 10 de descàrregues d'iTunes.
Convocat per jugar Eurocopa de 2016 amb la selecció nord-irlandesa, els aficionats de l'equip britànic van adoptar la cançó, convertint-la en una de les sensacions de la competició continental. Tot i que Grigg no va disputar cap minut a la fase de grups, gràcies a l'èxit de la cançó va esdevenir un dels jugadors més populars del torneig.

## Estadístiques
Actualitzat a 8 de maig de 2016
| Club                        | Temporada     | Lliga         | Lliga   | Lliga | League Cup | League Cup | League Cup | League Cup | Altres  | Altres | Total   | Total |
| Club                        | Temporada     | Divisió       | Partits | Gols  | Partits    | Gols       | Partits    | Gols       | Partits | Gols   | Partits | Gols  |
| --------------------------- | ------------- | ------------- | ------- | ----- | ---------- | ---------- | ---------- | ---------- | ------- | ------ | ------- | ----- |
| Walsall                     | 2008-09       | League One    | 1       | 0     | 0          | 0          | 0          | 0          | 0       | 0      | 1       | 0     |
| Walsall                     | 2009-10       | League One    | 0       | 0     | 0          | 0          | 0          | 0          | 0       | 0      | 0       | 0     |
| Walsall                     | 2010-11       | League One    | 28      | 4     | 1          | 0          | 1          | 0          | 0       | 0      | 30      | 4     |
| Walsall                     | 2011-12       | League One    | 29      | 4     | 3          | 0          | 0          | 0          | 1       | 0      | 33      | 4     |
| Walsall                     | 2012-13       | League One    | 41      | 19    | 1          | 0          | 2          | 0          | 1       | 1      | 45      | 20    |
| Walsall                     | Total         | Total         | 99      | 27    | 5          | 0          | 3          | 0          | 2       | 1      | 109     | 28    |
| Brentford                   | 2013-14       | League One    | 34      | 4     | 2          | 0          | 0          | 0          | 0       | 0      | 36      | 4     |
| Milton Keynes Dons (cessió) | 2014-15       | League One    | 44      | 20    | 3          | 0          | 3          | 2          | 0       | 0      | 50      | 22    |
| Wigan Athletic              | 2015-16       | League One    | 40      | 25    | 1          | 0          | 1          | 1          | 1       | 2      | 43      | 28    |
| Total carrera               | Total carrera | Total carrera | 217     | 76    | 11         | 0          | 7          | 3          | 3       | 3      | 238     | 82    |

## Palmarès
Wigan Athletic
- Football League One: 2015-16

Individual
- Millor Jugador de la Temporada del Walsall: 2012-13
- Millor Jugador de la Temporada del Walsall (Jugadors): 2012-13
- Equip de la setmana de la Football League: 3–6 d'abril de 2015